# Alex Grant (Fußballspieler)
Alexander "Alex" Ian Grant (* 23. Januar 1994 in Manchester) ist ein englisch-australischer Fußballspieler, der aktuell beim Sydney FC unter Vertrag steht.

## Karriere

### Verein
Grant unterzeichnete im Juli 2010 ein zweijähriges Stipendium beim FC Portsmouth. Er durchlief die Reserve- und Akademiemannschaften und saß im April 2012 gegen Nottingham Forest auf der Bank. In der darauffolgenden Saison gab er im August sein Profidebüt und stand in der Startelf in einem Ligapokalspiel gegen Plymouth Argyle.
Im Dezember wurde er für einen Monat an den FC Eastleigh ausgeliehen. Sein Debüt gab er am Neujahrstag gegen Salisbury City.
Er wechselte für einen Monat auf Leihbasis zu Havant & Waterlooville. Er kam als Ersatz für seinen Portsmouth-Kollegen Dan Butler zu den Hawks, der bei Pompey in der ersten Mannschaft spielte. Zwei Tage später gab er sein Debüt für die Hawks beim 0:0-Auswärtsspiel gegen Dorchester Town. Sein erstes Tor für die Hawks erzielte er am 16. April gegen Dover Athletic.
Trotz seiner erfolgreichen Leihe wurde er von Pompey entlassen. Nach seiner Entlassung aus Portsmouth unterschrieb Grant bei Stoke City, das sich gegen die Konkurrenz von Everton durchsetzte. Im August 2014 wechselte Grant auf Leihbasis zu Macclesfield Town. Sein erstes Tor für die Silkmen erzielte er im FA-Cup-Spiel gegen den FC Wrexham. Grant wurde Ende der Saison 2014/15 von Stoke City entlassen.
Im Dezember 2020, als sein Vertrag bei Perth Glory noch drei Saisons dauerte, wechselte Grant zu den Pohang Steelers für eine nicht genannte Ablösesumme.

### Nationalmannschaft
Obwohl Grant in England geboren wurde, ist er ebenfalls für Australien spielberechtigt. So gehörte er dem provisorischen 35-Mann-Kader der australischen U-17-Nationalmannschaft für die U-17-Fußball-Weltmeisterschaft 2011 an. Für einen Länderspieleinsatz reichte es im Jugendbereich jedoch nicht.
Im März 2025 wurde er im Rahmen der WM-Qualifikation 2026 für die Quali-Spiele gegen Indonesien und China nominiert. Allerdings bekam Grant letztendlich keine Einsatzminuten in einem der beiden Spiele.

## Titel und Erfolge
Perth Glory
- Australischer Meister: 2018/19

Pohang Steelers
- AFC-Champions-League-Finalist: 2021
- Südkoreanischer Pokalsieger: 2023
- K League 1: Best XI 2023